# Kesa

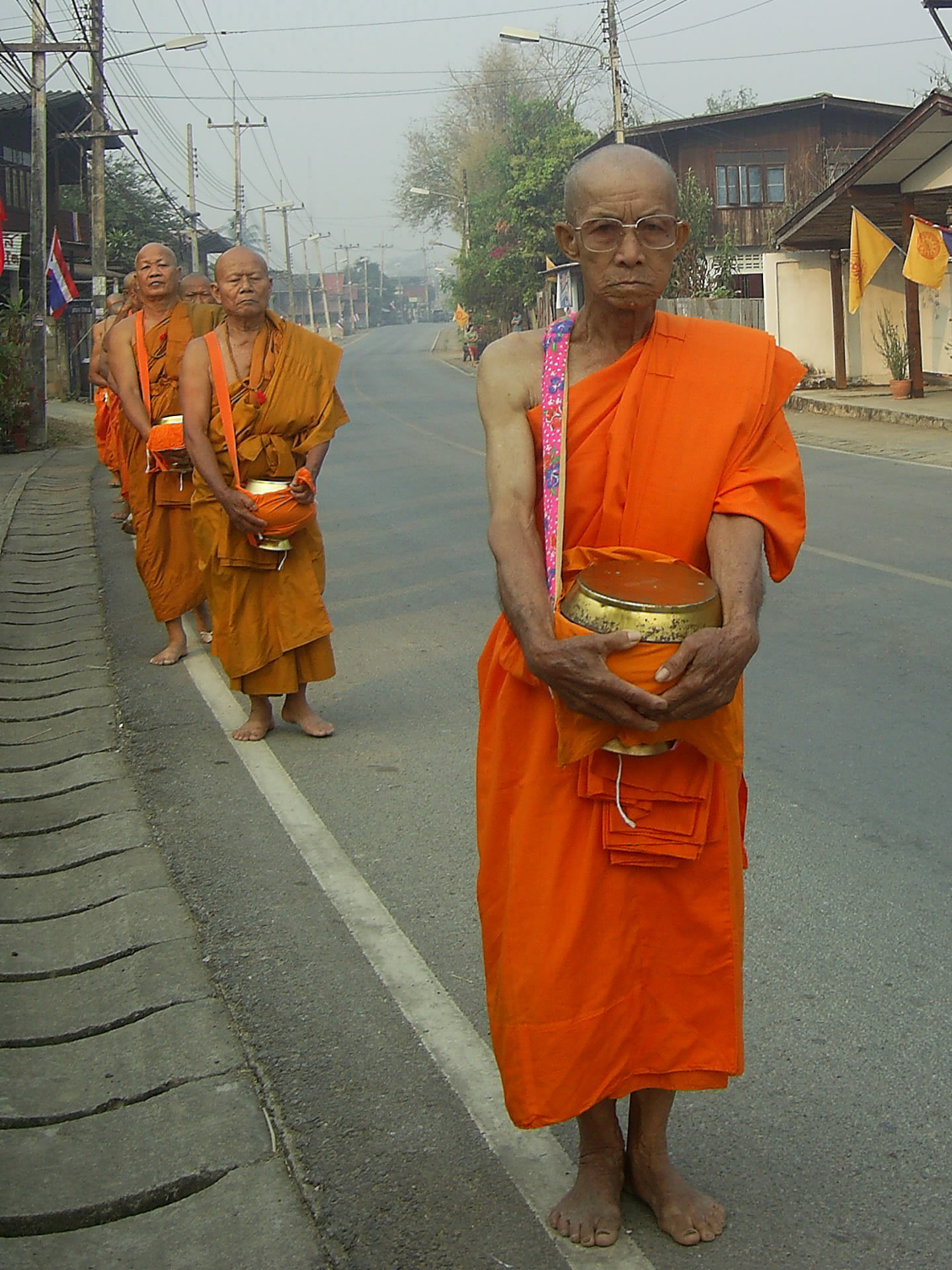
Un monaco buddhista thailandese con una kesa.

La kesa (袈裟?) (o kaṣāya in sanscrito, lett. "ocra" o "arancione") è il nome giapponese della veste dei monaci buddhisti. Viene drappeggiata sotto un braccio e fissata alla spalla opposta. Si pensa che la kesa sia stata modellata in riferimento ad un indumento che il Buddha si cucì da solo utilizzando brandelli di stoffa utilizzati per coprire i cadaveri.

## Storia
Questo indumento è apparso in India nel IV secolo a.C., come tenuta dei devoti di Gautama Buddha. Inizialmente aveva una trama a mattoni, tipica della forma delle risaie asiatiche ed era prodotto con materiali di scarto. In Giappone, durante il periodo Edo e Meiji, venivano realizzate unendo delle vesti usate nel teatro Nō. 
Il nome sanscrito kaṣāya, designa il colore ocra, e deriva, forse, dall'abitudine antica di tingere gli indumenti dei monaci con argilla di quel colore.

## Tipi di kesa
- Anda-e
- Uddara-e
- Sonyari-e